# 西部諸島統監
西部諸島統監（せいぶしょとうとうかん、英語: Lord Lieutenant of Western Isles）は、イギリスの官職。
統監の1つで、アウター・ヘブリディーズを担当する。

## 解説
アウター・ヘブリディーズではルイス島がロス・アンド・クロマーティの、それ以外がインヴァネスシャーの一部だったが、1973年地方政府（スコットランド）法でスコットランドの地方自治体再編が行われ、「西部諸島」のカウンシル・エリアで成立した。同法第205条で島嶼部のカウンシル・エリアそれぞれに統監を任命すると定められたため、1975年より西部諸島統監が任命された。

## 一覧
- 1975年4月13日 – 1983年：サミュエル・ロングボサム[2]
- 1983年4月14日 – 1993年：第5代グランヴィル伯爵グランヴィル・ルーソン＝ゴア（英語版）[2]
- 1993年11月4日 – 2000年3月22日：第2代ダンロシル子爵ジョン・モリソン（英語版）[2]
- 2000年3月23日 – 2001年4月26日：空位[2]
- 2001年4月27日 – 2016年11月16日：アレグザンダー・マセソン（英語版）[2][3]
- 2016年11月30日 – 2022年3月21日：ドナルド・マーティン[3][4]
- 2022年3月21日 – ：イアン・マコーリー[4]